# Leptocera aemula
Leptocera aemula är en tvåvingeart som beskrevs av Rohacek 1993. Leptocera aemula ingår i släktet Leptocera och familjen hoppflugor.
Artens utbredningsområde är Afghanistan. Inga underarter finns listade i Catalogue of Life.